# 殺られる前に殺れ
『殺られる前に殺れ』（やられるまえにやれ）は、1964年2月15日に大映で製作された、弓削太郎監督作品、主演は宇津井健。
前作『高校三年生』でエキストラとしてのカメラテスト的な出演をした、成田三樹夫がこの作品で正式なデビューを飾った。
拘置所を出所した男が、かつて身を寄せていた組が組長の手下の男に乗っ取られ、更にその手下の男に、自分の恋人が自殺に追い込まれたことを知り、復讐を計画する物語である。

## キャスト
- 宇津井健 : 南健次
- 藤巻潤 : 坂口弘
- 大辻伺郎 : 佐々木進吉
- 蛍雪太朗 : 安岡鉄男
- 藤由紀子 : 芹沢啓子
- 高松英郎 : 野村一策
- 成田三樹夫 : 川崎庄作
- 星ひかる : 砂田三造
- 紺野ユカ : 日比野和枝
- 渡辺美智子 : 坂口美代
- 目黒幸子 : 安岡けい
- 太田豊彦 : 安岡明
- 菅原謙二 : 菊池安彦
- 江波杏子 : 戸川アケミ

## スタッフ
- 監督 : 弓削太郎
- 脚本 : 長谷川公之
- 音楽 : 伊部晴美
- 撮影 : 石田博
- 企画 : 藤井浩明
- 編集 : 中静達治